# Orde van Verdienste (Ivoorkust)
De Orde van Verdienste (Frans: "L'Ordre du Mérite Ivoirien") van de Ivoorkust werd op 11 september 1970 ingesteld, De orde heeft de in het diplomatieke verkeer gebruikelijke vijf graden.
De orde verving de bij de onafhankelijkheid ingestelde medaille van Verdienste.
De  Orde van Verdienste wordt verleend voor "belangrijke verdiensten" (Frans: "mérites distingués") terwijl de Nationale Orde juist "eminente verdiensten" beloond. De Orde van Verdienste is minder in aanzien dan de Nationale Orde.
De President van de Republiek is Grootmeester van de Orde.
De vijf graden volgen hieronder.

## Waardigheden ("dignités") van de Orde
- Grootkruis

De grootkruizen dragen het kleinood van de orde aan een grootlint op de linkerheup en de ster van de orde met de gouden stralen op de linkerborst
- Grootofficier

De Grootofficieren dragen een kleinood aan een lint met een rozet op de linkerborst en een ster met zilveren stralen rechtsonder op de rechterborst.

## Graden van de Orde
- Commandeur

De Commandeur draagt een groot uitgevoerd kleinood van de Orde aan een lint om de hals.  
- Officier

De Officier draagt een kleinood aan een lint met een rozet op de linkerborst. 
- Ridder

De Ridder draagt een kleinood aan een lint op de linkerborst. Bij de ridder is in het kleinood geen goud verwerkt.
Het versiersel of kleinood is een vijfpuntige groene ster die op een omgekeerde vijfpuntige witte ster is gelegd.Op het kleinood is een gouden medaillon met een rode ring gelegd. Op de ring staat "MÉRITE IVOIRIEN" en in het midden is een olifant binnen twee palmtakken afgebeeld. Er is een verhoging in de vorm van twee gouden palmbladeren met witte nerven.
De ster heeft lange gouden of zilveren stralen en geen lauwerkrans. In het midden is het kleinood gelegd.
Het lint is geel met een brede groene middenstreep en smallere zijstrepen.
| Batons van de Orde van Verdienste | Batons van de Orde van Verdienste | Batons van de Orde van Verdienste | Batons van de Orde van Verdienste | Batons van de Orde van Verdienste | Batons van de Orde van Verdienste |
| --------------------------------- | --------------------------------- | --------------------------------- | --------------------------------- | --------------------------------- | --------------------------------- |
| Grootkruis                        | Grootofficier                     | Commandeur                        | Officier                          | Ridder                            |                                   |